# Friedrich Hermann Gustav Hildebrand
Friedrich Hermann Gustav Hildebrand (6 de abril de 1835, Köslin - † 30 de diciembre de 1915, Friburgo de Brisgovia) fue un micólogo, botánico alemán y profesor de botánica en Friburgo de Brisgovia.

## Vida
Hildebrand fue contemporáneo de Darwin. A partir de 1859 ingresa como docente en la Universidad de Bonn. De 1868 a 1907 fue profesor de Botánica en la Universidad Albert-Ludwigs de Friburgo. Sus pricnipales focos de investigación fueron la Ecología Vegetal, y la Ecología de la propagación.

## Algunas publicaciones
- Die Verbreitung der Coniferen in der Jetztzeit und in den früheren geologischen Perioden. 1861. Ed. Verhandlungen des naturhistorischen Vereines der preussischen Rheinlande und Westphalens 18: 199–384

- Die Fruchtbildung der Orchideen, ein Beweis für die doppelte Wirkung des Pollen. 1863. Ed. Botanische Zeitung 21: 329–33, 337–45

- On the impregnation in orchids as a proof of the two different effects of the pollen. 1863. Ed. Annals and Magazine of Natural History, 3ª ser. 12 Seiten=169–74

- Experimente über den Dimorphismus von Linum perenne und Primula sinensis. 1864. Ed. Botanische Zeitung 22 :1–5

- Experimente zur Dichogamie und zum Dimorphismus. 1865 Ed. Botanische Zeitung 23: 1-6, 13-15

- Über die Befruchtung der Salviaarten mit Hülfe von Insekten. 1866. Ed. Jahrbücher für wissenschaftliche Botanik: 4. 1865- 1866. p. 451-78

- Ueber Aehnlichkeiten im Pflanzenreich: eine morphologisch-biologische Betrachtung. Ed. W. Engelmann, 66 p. 1902

- La abreviatura «Hildebr.» se emplea para indicar a Friedrich Hermann Gustav Hildebrand como autoridad en la descripción y clasificación científica de los vegetales.[1]

## Fuente
- Zander, R; Fritz Encke, Günther Buchheim, Siegmund Seybold (eds.). Handwörterbuch der Pflanzennamen. 13. Auflage. Ulmer Verlag, Stuttgart 1984, ISBN 3-8001-5042-5